# Plotzen

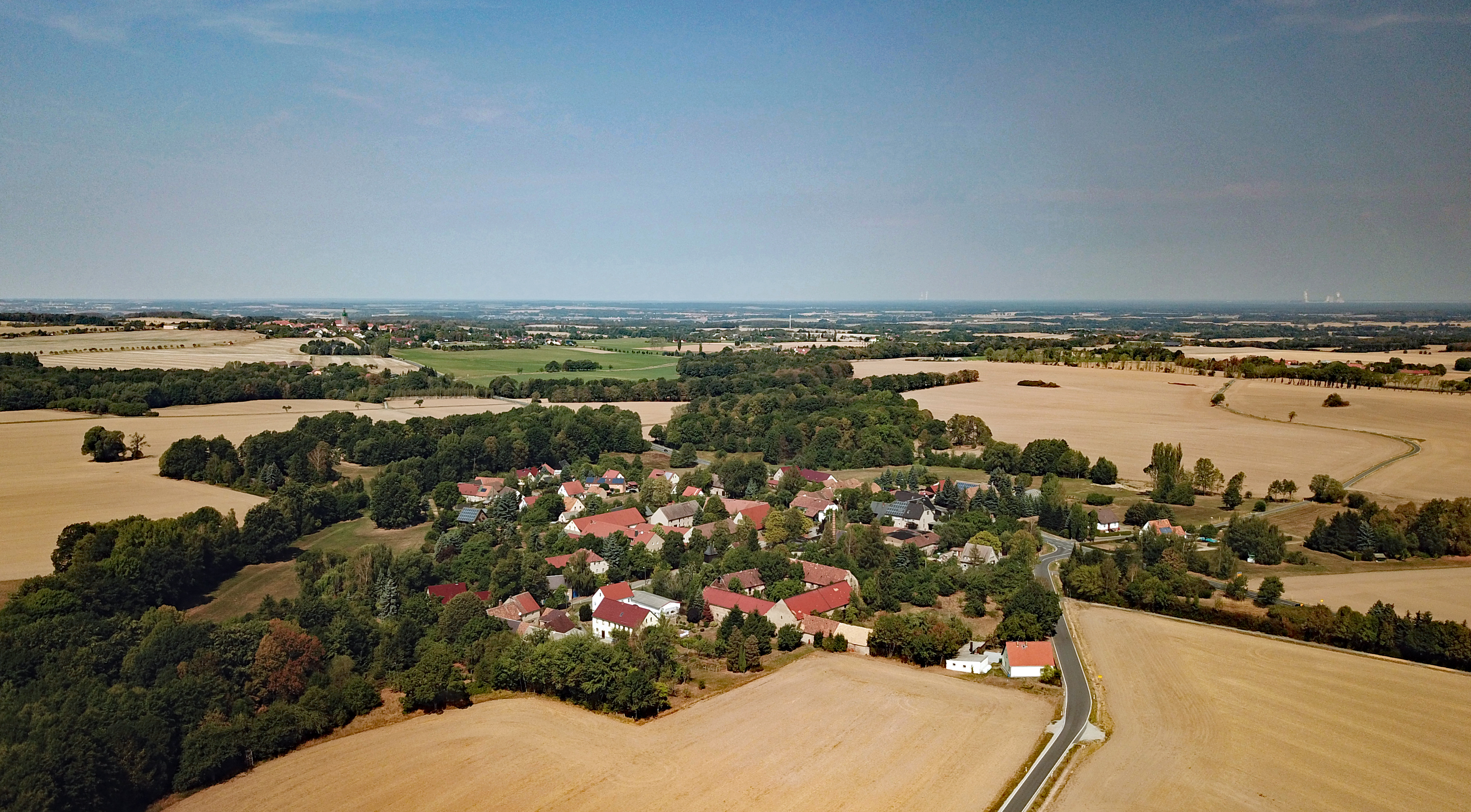
Luftbild

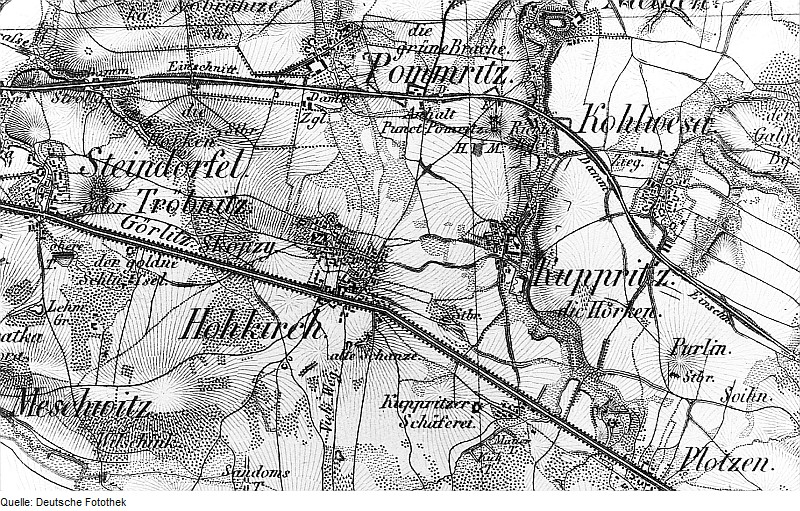
Karte von Oberreit mit Plotzen, um 1845

Plotzen, sorbisch Błócanyⓘ, ist ein Dorf in der Oberlausitz und Ortsteil der Gemeinde Hochkirch im Landkreis Bautzen. Das Dorf hat etwa 110 Einwohner und liegt 7 km nordwestlich von Löbau am Oberlauf des Kuppritzer Wassers. Durch den Ort am Ostrand des offiziellen sorbischen Siedlungsgebiets führt die Bundesstraße 6.

## Geschichte
Plotzen entstand auf der Flur des gleichnamigen Mannlehngutes, das 1602 durch Christoph von Gersdorff auf Nostitz in Blockfluren aufgeteilt wurde. Der etwas größere Teil des dabei entstandenen Ortes unterstand einer adligen Grundherrschaft, der andere dem Maria-Marta-Hospital in Bautzen. Nach dem Freikauf der zum Gut gehörenden Bewohner verlor dies alle Eigenschaften eines Rittergutes. Besitzer waren ab 1641 die Metzrad auf Nieder Ottenhain, später die von Ingenhaeff, denen 1840 die von Metzsch folgten. Schließlich verfielen die Gebäude des Gutes und wurden abgetragen.
Insgesamt umfasste Plotzen, das sich im 18. Jahrhundert zu einem Gassendorf erweitert hatte, im Jahre 1777 18 Häusler, 10 Gärtner und einen Halbhüfner. Der Ort war eine slawische Ansiedlung in einem Quellgebiet, deren Name sich aus błóto (Sumpf) herleitet.
Jedoch wurde die Gegend, wie archäologische Funde nördlich des Dorfes belegen, bereits weitaus früher besiedelt. Das dort befindliche Gräberfeld stammt aus der Bronze- und Eisenzeit. Zu den Funden zählen vor allem Reste von Grabkeramik und eine Bronzefibel aus der Billendorfer Kultur. Den bedeutendsten Fund bildete ein bronzezeitliches zweischneidiges Schwert, das 1934 entdeckt wurde.
1787 entstand am Kuppritzer Wasser nördlich von Plotzen eine Mühle. 1910 nahm eine Molkerei den Betrieb auf. Zu dieser Zeit lebten 142 Einwohner im Dorf, die sich überwiegend von der Landwirtschaft ernährten. Die umgebenden Felder waren wegen des Lößlehmbodens recht ertragreich. An der Chaussee von Löbau nach Hochkirch befand sich eine Gastwirtschaft. Bis 1938 gehörte die Gemeinde Plotzen zur Amtshauptmannschaft Löbau. Gepfarrt war Plotzen von jeher nach Hochkirch.
Für seine Statistik über die sorbische Bevölkerung in der Oberlausitz ermittelte Arnošt Muka in den achtziger Jahren des 19. Jahrhunderts eine Bevölkerungszahl von 165 Einwohnern; davon waren 128 Sorben (78 %) und 37 Deutsche. Im Jahr 1956 sprachen nur noch 37 Prozent der Bevölkerung Sorbisch. Seither ist der Gebrauch der Sprache weiter stark zurückgegangen.
Die Feuchtwiesen bei Plotzen stellen ein Schnittgebiet in der Verbreitung von Pflanzenarten dar. Neben dem Scheiden-Gelbstern, der hier seine östlichsten Fundorte besitzt, finden sich in diesem Naturschutzgebiet auch die westlichsten Populationen der Bachdistel.
Am 12. Februar 1993 wurde Plotzen nach Hochkirch eingemeindet. Die Einwohnerzahl betrug seit dem relativ stabil um die 120, seit 2006 um die 110.

## Persönlichkeiten
- Johann Ernst Andreas von Ingenhaeff (1778–1847), Amtshauptmann in Zittau, war von 1825 bis 1840 Besitzer des Mannlehngutes.
- Erhard Gassan (1930–2005) war als freischaffender Kunstmaler seit 1975 in Plotzen ansässig. Regionale Bekanntheit erlangte er vor allem durch seine expressionistische Landschaftsmalerei, die regelmäßig in Ausstellungen gezeigt wurde. Er leitete Zirkel und später Volkshochschulkurse.